# Fortaleza de Nossa Senhora da Assunção

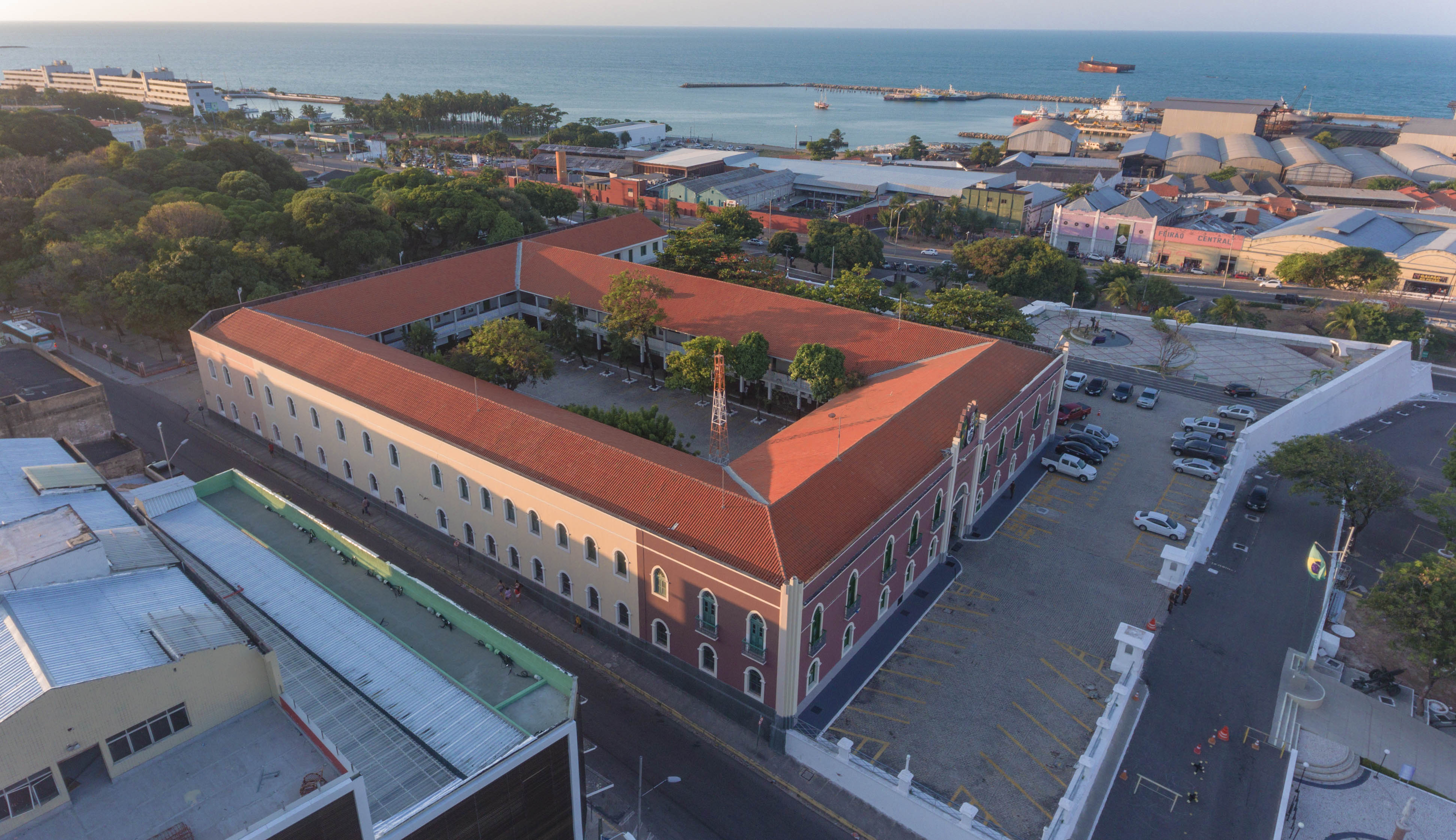
Vista aérea do Quartel da 10ª Região Militar, órgão das forças armadas que ocupa o antigo forte.

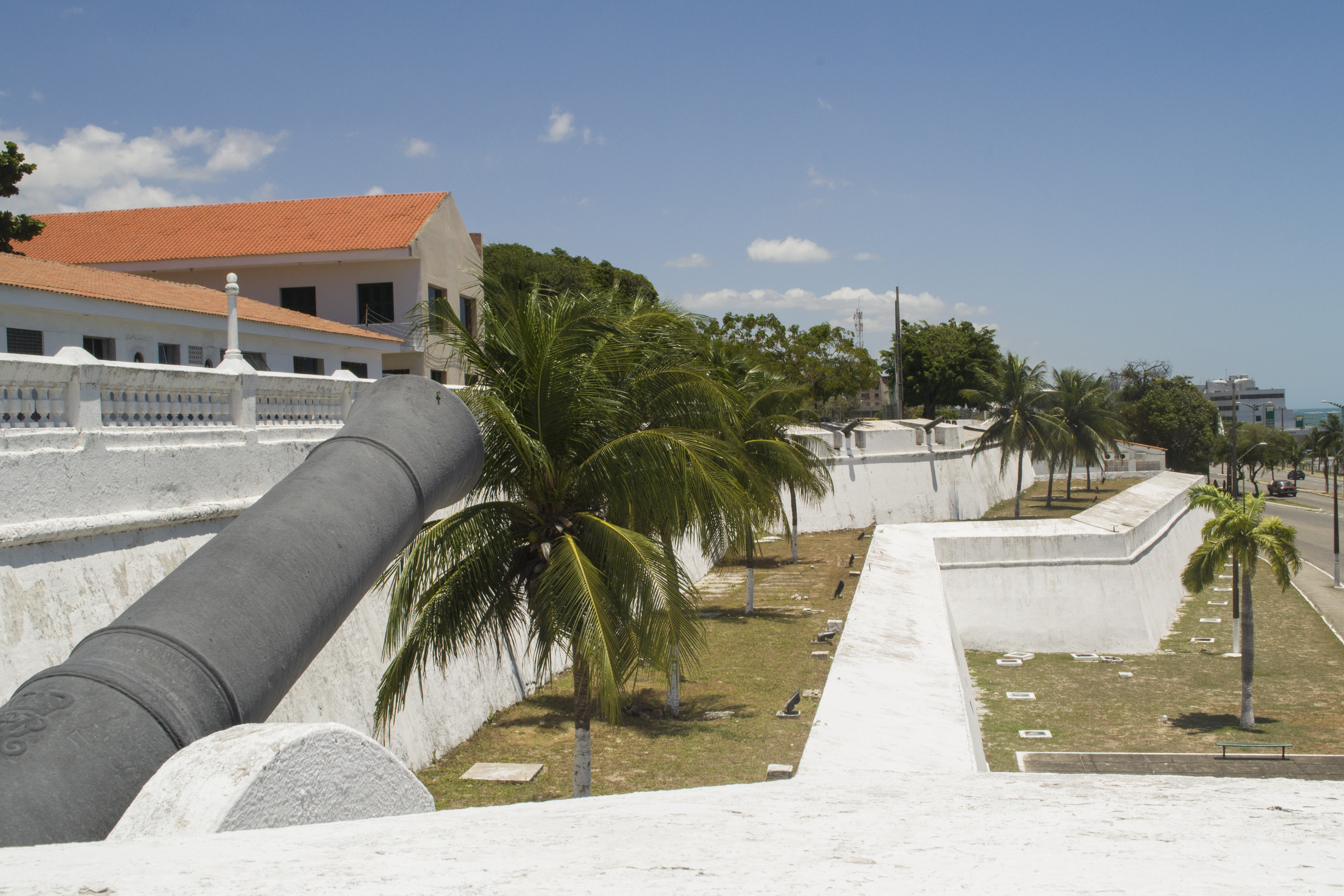
Canhão localizado nas muralhas da antiga fortaleza

A Fortaleza de Nossa Senhora da Assunção localiza-se à margem esquerda da foz do riacho Pajeú, sobre o monte Marajaitiba, na cidade de Fortaleza, no litoral do estado brasileiro do Ceará. Atualmente abriga a sede da 10ª Região Militar do Exército Brasileiro. Sua construção data de 1649, pelos holandeses que deram o nome de Forte Schoonemborch, depois retomado pelos portugueses que passaram a denominar de "Fortaleza de Nossa Senhora da Assunção". Embora a cidade de Fortaleza tenha se expandido a partir desse forte, o seu marco zero fica na Praia da Barra do Ceará.

## História

### Antecedentes
Toda a costa cearense sofreu muito com as ameaças e invasões holandesas, na época da Invasão Portuguesa. O primeiro forte a ser levantado nessa mesma área foi o de São Sebastião, a pedido de Martim Soares Moreno, que veio com sua tropa de Natal, com a finalidade de proteger as terras. Devido a sua pouca estrutura, ele foi derrubado pouco tempo depois.
Foi justamente quando se iniciou uma nova fortaleza, erguida pelos holandeses em 1649 e batizada de Forte Schoonenborch. Os domínios dessas terras permaneceram até 1812, quando a Coroa Portuguesa retomou a Província do Ceará e rebatizou a fortaleza de Fortaleza de Nossa Senhora da Assunção.

### A Fortaleza de Nossa Senhora da Assunção
Desmoronado o Forte de Nossa Senhora da Assunção (1812), o governador da então Província do Ceará, Manuel Inácio de Sampaio e Pina Freire, deu início, no local, a uma nova estrutura para a defesa daquela Capital. A pedra fundamental foi lançada a 12 de outubro de 1812, em homenagem ao aniversário do "sereníssimo Senhor Príncipe da Beira, o senhor D. Pedro de Alcântara".
A planta, de autoria do Tenente-coronel Engenheiro António José da Silva Paulet, que dirigiu a sua construção, apresenta a forma de um quadrado com 90 metros de lado, com baluartes nos vértices, sob a invocação, respectivamente, de Nossa Senhora da Assunção (nordeste), São José (sudeste), Dom João (noroeste) e Príncipe da Beira (sudoeste). Artilhada inicialmente com cinco peças, foi custeada com fundos públicos (20:362$390 réis) e doações particulares (16:113$267 réis), afora doações de materiais e serviços, de voluntários e de escravos. GARRIDO reporta que, em 1816, a fortaleza encontrava-se artilhada com vinte e sete peças.
Uma lápide comemorativa, colocada na muralha externa Norte quando da inauguração da fortaleza, reza, em latim:
"Informem montem me derisere carinae, Nunc arcem magnum respectu pavescunt:
Hic me Sampaius, sexto regnante Joanne,
Fundavit pulchram; Pauleti refulget.
Armis me fortem civilia dona
Muris me fortem reddunt stipendia Regis."
"Ano de 1817. As naus escarneciam de mim quando eu era um monte informe: agora que sou uma grande fortaleza, de longe tomam-se de respeito. Aqui, reinando D. João VI, Sampaio me fundou bela, o engenho de Paulet resplandece. Os donativos dos cidadãos me tornaram forte pelas muralhas, e dos dispêndios reais me fazem forte pelas armas."
O mesmo autor indica que, à época (1958), essa lápide se encontrava no Museu do Estado do Ceará.
No contexto da Revolução Pernambucana de 1817, numa das celas desta fortificação esteve detida Bárbara de Alencar, líder revolucionária em Crato, no Ceará, considerada localmente como a primeira prisioneira política da História do Brasil.
Em 1821, o Governador Francisco Alberto Rubim solicitou 200$000 réis para a conclusão de suas obras, o que ocorreu no ano seguinte (17 de agosto de 1822). BARRETTO (1958) informa que a sua artilharia foi aumentada para trinta e uma peças de diferentes calibres a partir de 1829.
O Mapa anexo ao Relatório do Ministério da Guerra de 1847 aponta-lhe a ruína, dando-a como artilhada com vinte peças. GARRIDO (1940) informa que recebeu reparos em 1856. No ano seguinte, classificada como fortificação de 2ª Classe (11 de fevereiro de 1857), encontrava-se artilhada com trinta e duas peças: vinte e seis de alma lisa (quatro de calibre 25 libras, duas de 18, nove de 12, cinco de 6, e seis de 3), e 6 de bronze La Hitte, raiadas, calibre 12. Foi avaliada em 125:000$000 réis (3 de março de 1858). Sofreu reparos no contexto da Questão Christie (1862-1865), em 1875, em 1883 (5:000$000 réis), e em 1886, quando foi novamente considerada como de 2ª classe.
Entre 1846 e 1857 foram-lhe erguidos novos prédios, os quais sediaram diversas unidades militares como o 11º e o 15º batalhões de Infantaria, a Escola Militar do Ceará, o 22º e o 23º batalhões de Caçadores, entre outras.

### Do século XX aos nossos dias

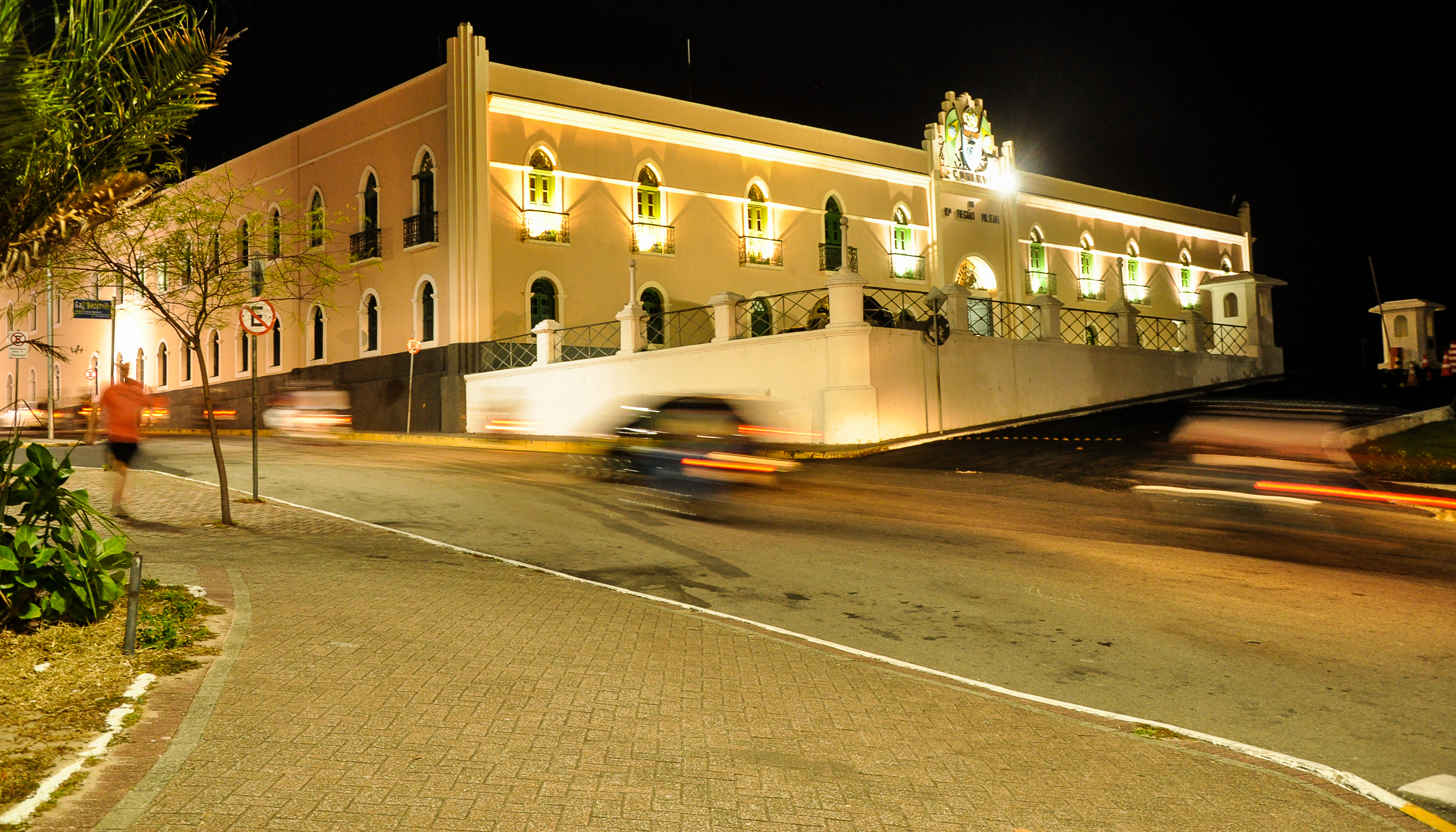
Fachada do edifício sede da 10.ª Região Militar

No início da República Velha, em 1895 apresentava duas baterias dispostas em andares e uma bateria a cavaleiro.
Também conhecida como Forte da Tartaruga, encontrava-se bem conservada (1906), e desarmada (1910). À época da Primeira Guerra Mundial (1914-1918) foi guarnecida, entre 1917 e 1918, pela 1ª Bateria Independente do 3º Distrito de Artilharia de Costa, sob o comando do Capitão Bernardino Chaves. BARRETTO (1958) complementa que o quartel contíguo à fortaleza, que abrigava a guarnição, foi ocupado pela 46ª Bateria Independente, mais tarde 46ª Bateria de Costa. À época (1958), sediava o Quartel-general da 10ª Região Militar, função que conserva desde então.

## Museu e Phanteon do General Sampaio
A Fortaleza de Nossa Senhora da Assunção, atualmente funcionando como sede do Comando da 10ª Região Militar, é um dos pontos turísticos mais conhecidos da capital cearense, tendo como destaques a própria história da Fortaleza, o Museu e Phanteon do General Sampaio (Patrono da Arma de Infantaria), a prisão onde esteve Bárbara de Alencar e ainda a estátua de Martim Soares Moreno. O forte pode ser visitado mediante agendamento prévio junto à Comunicação Social da Região Militar. A visita é feita na companhia de um militar que aborda tópicos de interesse sobre o monumento, nomeadamente a praça de armas, a cela onde esteve detida Bárbara de Alencar e a capela do forte.